# Kalsoy
Kalsoy [ˈkalsɔi] (en danès Kalsø) és una de les divuit illes que conformen l'arxipèlag de les Fèroe. Té una superfície de 30.5 km² i una població de 75 persones (2020). Forma part de la regió feroesa de Norðoyar. Està situada entre les illes d'Eysturoy i Kunoy. El seu nom deriva de Kallsoy, que significa illa dels homes. L'estret de Kalsoyarfjørður separa aquesta illa de la de Kunoy.
Les quatre poblacions de l'illa (Mikladalur, Húsar, Syðradalur i Trøllanes) se situen totes elles a la costa est, ja que la costa occidental està dominada per penya-segats de difícil accés. Aquestes localitats es comuniquen entre si a través d'una xarxa de túnels acabada el 1986. Alguns d'aquests túnels tenen més de 2 km de longitud.
Kalsoy forma part del grup d'illes anomenades Útoyggjar (illes exteriors o perifèriques en feroès), que tenen en comú la mala comunicació amb la resta d'illes i escassa població.
La costa nord i occidental de l'illa ha estat identificada com una zona important per a la cria d'aus marines pel BirdLife International. S'hi poden trobar especialment frarets atlàntics (40.000 parelles), ocells de tempesta europeus (5000 parelles) i somorgollaires alablancs (200 parelles).
L'illa té 13 cims. Els dos més alts són el Nestindar (787 m) i el Botnstindur (743 m).